# Ingen tid til kærtegn
Pour plus de détails, voir Fiche technique et Distribution.
Ingen tid til kærtegn (littéralement « pas le temps pour les caresses ») est un film danois réalisé par Annelise Hovmand, sorti en 1957.

## Synopsis
Lene, une fillette de 8 ans fugue de chez elle.

## Fiche technique
- Titre : Ingen tid til kærtegn
- Réalisation : Annelise Hovmand
- Scénario : Annelise Hovmand et Finn Methling
- Musique : Erik Fiehn
- Photographie : Kjeld Arnholtz
- Production : Johan Jacobsen
- Société de production : Flamingo
- Pays de production :  Danemark
- Genre : Drame
- Durée : 101 minutes
- Date de sortie : 
  - Danemark : 1er mars 1957

## Distribution
- Eva Cohn : Lene
- Lily Weiding : la mère
- Hans Kurt : le père
- Jà¸rgen Reenberg : le professeur Harting
- Yvonne Petersen : Anne
- Annelise Jacobsen : Mlle. Sørensen
- Johannes Marott : Viggo
- Gerda Madsen : Mme Jørgensen
- Karen Berg : Mme Jensen
- Betty Helsengreen : Bondekone
- Evald Gunnarsen : Erik
- Grethe Paaske : la mère d'Erik
- Preben Lerdorff Rye : le père d'Erik
- Bent Christensen : Gustav
- Peter Malberg : le capitaine Nemo
- Mimi Heinrich : la fille du mari

## Distinctions
Le film a été présenté en sélection officielle en compétition lors de la Berlinale 1957, obtenant une mention spéciale dans le cadre du prix FIPRESCI. Il a également reçu 2 Bodils, celui du meilleur film et celui du meilleur acteur pour Peter Malberg.